# مپیس
مِپیس (MEPIS) یکی از توزیع‌های گنو/لینوکس که به عنوان یک توزیع زنده منتشر می‌شود که شما می‌توانید آن را بر روی دیسک سخت نیز نصب کنید.